# ワイワイクリッパー
ワイワイクリッパー（英: WIDE WIDE CLIPPER）は、バンダイナムコアミューズメントがが発売した、クレーンゲーム機。
直方体型の筐体に2人まで同時に操作が可能な押しボタンが備え付けられている。 

## 概要
クレーンゲームと同様で、プレイヤーが2本のアームを操り、景品を獲得するゲームである。操作には3つの押しボタンを使用する。操作手順は以下の通り。
1. 景品口上に位置しているアーム基部を、第1(↑)ボタンで奥に移動させる。移動中は限界点に到達する以前であれば動き続け、ボタンを離すと停止、再度押してもそれ以上は動かない。
2. 第2(→)ボタンで、向かって左側のアームを右側に向かって移動させる。ボタンを離すか限界点に達するまで動き続ける。
3. 第3ボタン(←)で、向かって右側のアームを左側に向かって移動させる。ボタンを離すか限界点に達するまで動き続ける。
4. 以降は自動的に、両アームが下降する→両アームが閉じる→上昇する→景品口上に移動する→開く、という動作が行われ、初期状態に戻る。

2017年10月、修理サポート終了。

## 種類
2種類のバージョン違いが存在する。
- WIDE WIDE CLIPPER(ワイワイクリッパー)
2001年12月稼働。
カラーデザインは「黄」。
アームの握力はネジを左右に回すことで設定可能。
フィンガー移動量(両アームが閉じる際の移動量)は左右それぞれ9段階に、台座の傾きは5段階に設定可能。

- WIDE WIDE CLIPPER -BLUE VERSION-(ワイワイクリッパーブルーバージョン)
2002年10月稼働。
カラーデザインは「青」。
内部照明が増強されたほか、景品口に盗難防止扉が採用された。

## 後継機
- CLENA-WIDE(クレナワイド)
2006年7月稼働。
カラーデザインは白を基調に青を配色したものに変更。
最大景品対応幅が550mmから600mmになった。
サービス扉内にはクレナフレックスと同様の各設定を表示する液晶ディスプレイを備えている。